# Тихонов Сергій Михайлович
Сергій Михайлович Тихонов (25 грудня 1950, Москва — 21 квітня 1972, там само) — радянський юний актор, виконавець головних ролей у кінофільмах 1960-х років.

## Біографія
Народився в Москві, жив на Червоній Пресні.
Батьки Михайло та Катерина Тихонові до кіно стосунку не мали. Працювали на виробництві, виховали двох синів — старшого Євгена та молодшого Сергія.
Став відомий завдяки ролі Джонні Дорсета у новелі «Ватажок червоношкірих» у фільмі-трилогії Леоніда Гайдая «Ділові люди», хоча до знайомства з ним режисер планував знімати у цій ролі Надію Рум'янцеву.
На роль Хлопчика-Поганця у фільм «Казка про Хлопчиша-Кібальчиша» був запрошений режисером Євгеном Шерстобітовим, якому Тихонов був знайомий за фільмом «Ділові люди».
В одному з інтерв'ю Шерстобітов сказав про Тихонова: «Не треба бути режисером, щоб побачити, який рідкісний акторський талант має ця дитина».
Актор Сергій Мартінсон сумнівався, чи варто йому грати у фільмі "Казка про Хлопчиша-Кібальчиша ", але коли познайомився з Тихоновим і розіграв з ним етюд : «Пряник медовий даси?… А два даси?… А тепер халву давай, та більше, а то не скажу…» — погодився.6[джерело?]
В 1966 році Сергій закінчив 8 клас школи № 90 Червонопресненського району. Після зйомок у фільмі «Дубравка» пробував вступити до ВГІК (курс С. А. Герасимової та Т. Ф. Макарової), але був не прийнятий.
Відслужив в Радянській Армії, а незадовго — 21 квітня 1972 року — загинув, потрапив під трамвай на 21-му році життя.
Похований у Москві на Хімкінському цвинтарі.

## Фільмографія
— головна роль
| Рік  |   | Назва                         | Роль                               |    |
| ---- | - | ----------------------------- | ---------------------------------- | -- |
| 1962 | ф | Ділові люди                   | Джонні Дорсет, вожак червоношкірих | ру |
| 1964 | ф | Казка про Хлопчиша-Кибальчиша | Хлопчиш-Поганиш                    | ру |
| 1967 | ф | Дубравка                      | Вовка «Утюг»                       | ру |